# 1-(1-甲基咪唑-2-基)-2-丁烯-1-酮
1-(1-甲基咪唑-2-基)-2-丁烯-1-酮是一种有机化合物，化学式为C8H10N2O。它可以1-甲基咪唑、三苯基膦、氯乙酸叔丁酯和正丁基锂为原料反应制得。它和苯甲硫醇在催化下反应，可以得到1-(1-甲基咪唑-2-基)-3-苯甲硫基-1-丁酮；它和丙二腈在催化下反应，可以得到[1-甲基-3-(1-甲基咪唑-2-基)-3-氧代丙基]丙二腈。